# Cassipourea microphylla
Cassipourea microphylla är en tvåhjärtbladig växtart som beskrevs av Louis René Tulasne. Cassipourea microphylla ingår i släktet Cassipourea, och familjen Rhizophoraceae. Inga underarter finns listade i Catalogue of Life.